# Oberlin (Kansas)
Oberlin település az Amerikai Egyesült Államok Kansas államában, Decatur megyében, melynek megyeszékhelye is. Lakosainak száma 1644 fő (2020. április 1.).

## Népesség
A település népességének változása:

| 2010 | 1 788 |
| 2020 | 1 644 |